# Iñaki Zubizarreta
Iñaki Zubizarreta Tellería (Madrid, 19 de abril de 1972) es un exjugador de baloncesto español. Actualmente ejerce como masajista en Guecho, en su pueblo de toda la vida, en Vizcaya, profesión que compagina con su labor como divulgador conferenciante y activista en la detección y prevención del acoso escolar y la violencia en las aulas. También es mentor de la Fundación Bepro que es una institución sin ánimo de lucro que desarrolla y financia programas de atención al deportista, coaching y mentoría académico-deportiva, mejorando la vida de los deportistas con y sin discapacidad, dándoles la posibilidad de estudiar mientras compiten en su deporte a un alto nivel.

## Trayectoria
- 1988-1989 Baskonia Juvenil.
- 1990-1994 Cajabilbao.
- 1994-1996 Club Baloncesto Zaragoza.
- 1996-1998 Valencia Basket.
- 1998-1999 CB Ciudad de Huelva.
- 1999-2000 C.B. Tenerife Canarias.
- 2000-2001 U.B. La Palma.
- 2001-2002 Primera Autonómica. La Salle Bilbao.

## Acción social

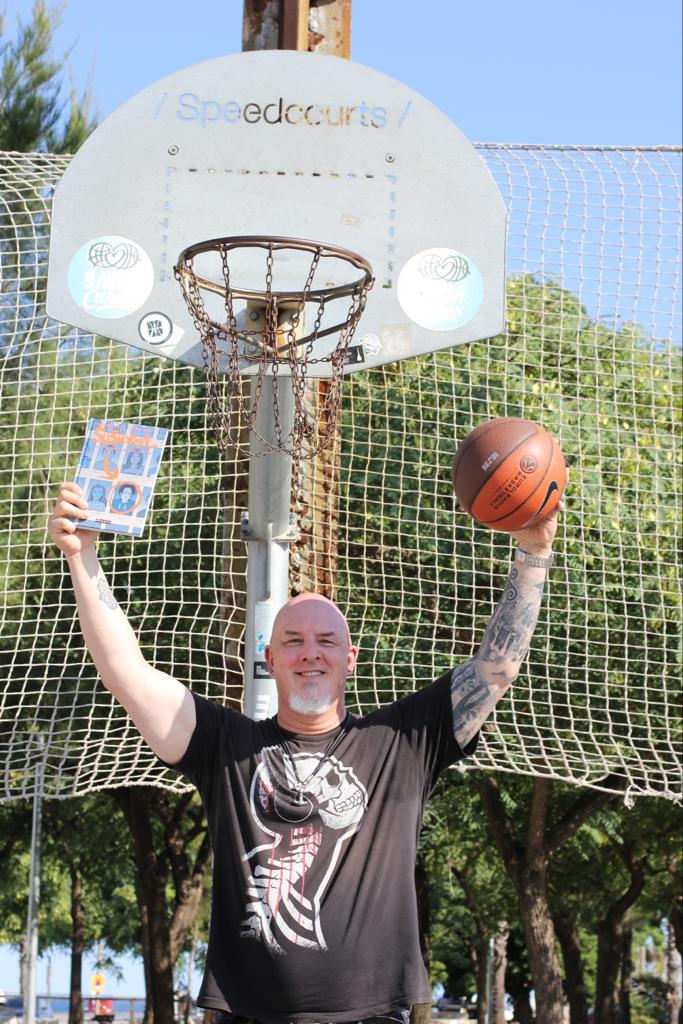
Iñaki con un ejemplar del cómic "Subnormal, una historia de acoso escolar".

A la edad de 11 años sufrió bullying en el colegio, hasta el punto de asomarse al suicidio. Desde su experiencia, trabaja incansablemente y de forma muy activa para ayudar a niños y niñas con problemas de acoso. Ha adquirido el compromiso y la determinación de transmitir su historia para que no se repita, para que nadie más lo sufra. Su mensaje duele, pero es de esperanza porque como él dice “del bullying se puede salir, hay buena vida después del acoso, pero para ello hay que tener las herramientas adecuadas”
Este ex pívot ha hecho de la lucha contra el acoso escolar la bandera de su vida y trata de concienciar a la sociedad de la importancia de no callarse y denunciar cualquier tipo de violencia, romper la “Ley del silencio” como él dice. Define al bullying como “ese monstruo con cara de niño que destroza infancias, marca vidas, y en los casos más extremos, llega a provocar que niños y niñas de corta edad atenten contra sí mismos por no querer sufrir más”.
Iñaki imparte charlas y formaciones para tratar de erradicar el acoso escolar en centros educativos, dirigidas a niños y niñas de 4º de primaria en adelante. También realiza seminarios y conferencias dirigidas a los adultos (padres, profesores y personal docente, cuerpos de seguridad…) siendo muy reconocido su aporte a la prevención y lucha contra el bullying.
En agosto de 2020 la editorial Panini publicó el cómic “Subnormal, una historia de acoso escolar” con guion de Fernando Llor y dibujos realizados por Miguel Porto, ante la supervisión de Iñaki. Este cómic cuenta la dura historia de Iñaki de manera directa, sin filtros, pero a la vez transmite un mensaje de superación y esperanza. Es una obra con un alto valor pedagógico que no deja a nadie indiferente y sensibiliza tanto a niños en edad escolar como a adultos. Es una obra con la que el protagonista pretende ayudar a los demás en base a su propia experiencia. El cómic, que está disponible en castellano, catalán, euskera y gallego, cuenta con una guía didáctica, con un conjunto de actividades destinadas a trabajar diversos aspectos relacionados con el bullying y el ciberbullying.
Desde que empezó su cruzada contra el acoso escolar, Iñaki ha participado activamente en campañas de sensibilización con escolares de toda España. Estas son algunas en las que ha participado:
- Campaña “Aprendemos juntos 2030” BBVA.[4] Este proyecto de educación empezó en 2018 con el objetivo de ser el altavoz de las mentes más brillantes que, a través de mensajes útiles e inspiradores, nos animen a luchar por una sociedad más inclusiva y respetuosa.
- Campaña “Se buscan valientes” de mediaset junto con el Langui cuyo objetivo es concienciar y combatir el acoso escolar mediante el lanzamiento entre otras cosas del hastag #valientes que pretende animar a los más jóvenes a dar un paso al frente para ayudar a sus compañeros. El Langui es el protagonista del rap de la campaña donde música y arte se unen para hacer llegar el mensaje de manera directa
- Campaña ACB “Actuamos contra el bullying: el monstruo con cara de niño” Iñaki fue la cara visible de la primera temporada de esta campaña que tiene por objetivo la sensibilización y la reducción de los casos de acoso escolar.
- “Proyecto bullying” junto a Jesús Vázquez,[5] la lucha que Cuatro, junto con Mediaset emprendió en 2017 contra el acoso escolar. El objetivo fue mostrar cuál es la dinámica del bullying, cómo afecta a la víctima y cómo se reacciona ante un proceso de acoso escolar en el entorno.

## Entrevistas destacadas
- Cuando ir al colegio se convierte en un infierno: relato de cómo el bullying destroza infancias (la Sexta)[6]
- "Subnormal", el cómic de Iñaki Zubizarreta (Antena 3 notícias)[7]
- "Subnormal", la duríssima història d'assetjament escolar d'Iñaki Zubizarreta(TV3)[8]
- Entrevista en el programa Millenium (TVE)[9]
- Del acoso escolar se sale, más que un trabajo es una misión  (EITB)[10]